# Doratura astrachanica
Doratura astrachanica är en insektsart som beskrevs av Vilbaste 1961. Doratura astrachanica ingår i släktet Doratura och familjen dvärgstritar. Inga underarter finns listade i Catalogue of Life.